# 海猫 (谷村志穂)
『海猫』（うみねこ）は、谷村志穂が著した小説。またこれを原作とした2004年公開の日本映画。

## 小説
2002年出版。第10回島清恋愛文学賞受賞。
文庫判 （2004年）
海猫　上巻 ISBN 4-10-113251-8
海猫　下巻 ISBN 4-10-113252-6
蒼い乳房 （2007年、ISBN 9784101132532）
薫の中学生時代を描いた短編。

## あらすじ
函館に住む野田美輝には結婚話が進んでいたが、母親の薫の過去の醜聞が世間に明るみに出て婚約者より一方的に婚約の破棄を申し渡されることになり、母親に不信感を持つようになる。
薫の父親はロシア人と日本人との混血であり、薫は父親の血筋からコーカソイドの特徴である青い瞳孔と白い肌を受けついだのであるが、彼女にとっては美貌は重荷となり周囲の社会関係の中でさびしい幼少時代を過ごしてきた。やがて成人して銀行員になり、漁師の赤木邦一と出会い結婚した。漁村で周囲の理解を得、かつてのように好奇の目を気にしない生活を得て、長女・美輝を出産し幸せな生活を得ることになる。しかし、邦一は仲間の漁師たちとトラブルを起こし大けがを負い入院する。入院中、妻がありながら看護師の啓子を見初めて恋愛に夢中になり、家を空けるようになる。薫は夫に裏切られた怒りと寂しさより義弟の広次（函館の職工）に急速に惹かれていき、一度の過ちを犯し、その結果妊娠して次女・美哉を出産する。不倫の事実が判明すると、邦一は不倫の遠因を作ったのは自身にありながら一方的に妻を責め、妻に対し外出禁止を命じる。広次は兄を恨み対立し、駆け落ちの提案を薫に持ちかける。両者の板挟みにあった薫はノイローゼになり、精神的疲労から海猫の舞う太平洋へと投身自殺し、それを知った広次も後追い自殺をする。
美輝は祖母のタミより全ての事情を聞き、母親の生き方に一定の理解を示すようになり、母親へのわだかまりを解くようになった。音信不通だった父親とも再会し、母親と広次の墓に墓参することを決心する。その18年後、成長した娘たちもまたそれぞれ苦しい恋愛を経験することになる。物語には娘たちの祖母と祖父との恋愛も描かれている。
登場人物の多くが人生において出会う困難を冷静に受け止め、理性的な対応をすることが出来ず、衝動にまかせ行動するために次々に連鎖的に不幸を招き寄せてしまうストーリーとなっているが、美輝については賢明な選択により人生を前向きに切り開いていくことが可能な聡明な女性として描かれている。

## 映画
刺激的な性愛描写が含まれているため、映倫でR15+指定になった。時代設定を原作の昭和30年代から50年代に変更している。

### スタッフ
- 監督：森田芳光
- 原作：谷村志穂
- 脚本：筒井ともみ
- 音楽：大島ミチル
- 主題歌：「冬のエトランジェ」： MISIA
- 製作：「海猫」製作委員会（東映、東映ビデオ、テレビ朝日、カルチュア・パブリッシャーズ、スターダストピクチャーズ、朝日放送、ギャガ、北海道新聞社、朝日マリオン21、東京都ASA連合会）

### キャスト
- 野田（赤木）薫：伊東美咲
- 赤木広次：仲村トオル
- 赤木邦一：佐藤浩市
- 野田美哉：蒼井優（0歳時：三好竜誠）
- 野田孝志：深水元基
- 野田美輝：ミムラ（幼少時：三好杏依）
- 赤木みさ子：白石加代子
- 野田タミ：三田佳子
- 野田タミの夫：マキシム・コレニクス
- 高山修介：鳥羽潤
- 幸子：角田ともみ
- 啓子：小島聖
- 太田：宮下順子
- 海野：吉本選江
- 堂田：佐藤恒治
- 武藤：菅原大吉
- 平方：永倉大輔
- 五十嵐：武野功雄
- 小橋：三上大和
- 山田：中村祐樹
- 児玉：吉田智則
- 川村：吉田朝
- 中村：森みつえ
- 井田：浅見小四郎
- 田中：佐藤二朗
- 産婆のタエ：小林トシ江
- 不動産屋：伊藤克信
- 野田家親族：岸本一人、山崎満、泉よし子、須藤晴美
- 婚礼の客：樋口史、金子藍

### 製作
東映は1997年の『失楽園』の夢をもう一度とばかり、森田芳光監督に「またやろう」と何度かラブコールを送り、東映常務の坂上順プロデューサーが、部下の野村敏哉プロデューサーに命じて森田に長く張り付き、森田に本作を薦めてようやく「やってもいい」を返事してもらった。2004年6月3日に東京高輪プリンスホテルで製作発表会見があり、森田は「かつての高倉健さん主演の『居酒屋兆治』や『鉄道員』みたいな日本の風土とマッチした映画が作れないものかと題材を探し続けてきたが、谷村さんの原作に触れて、北海道の風景、三代の親子の物語が濃密な映画になると思い、是非映画化したいと思った。主人公の女性を、今最も輝いている女優がやったとしたら、まさにデジタル的な現代にアナログを喚起させられる華となりうるかも知れないと確信を得ている。伊東美咲さんは、きっとそれに応えてくれるだろう。もちろん、彼女の主演デビューを助けるべく魅力的な俳優にご出演頂き、極上の日本映画を作ってみたい」などと話した。キャスティングは野村敏哉プロデューサーが、森田監督と相談して女性の支持を集めている男優と、森田とその男優とで女優陣をキャスティングしたという。2004年2月16日のクランクインして既に冬のロケは終了し、6月中旬から8月中旬まで夏のロケを行い中旬に完成予定と説明があった。伊東の主演は2002年の『模倣犯』での短い出番ながら目を引いたことによる抜擢。R15+指定覚悟の濡れ場にも果敢に挑んだ。三田佳子は16年ぶりの東映映画の出演。

### 受賞
- 2004年度文春きいちご賞3位

### ソフト化
東映ビデオより発売。
- 海猫（DVD1枚組、2005年5月21日発売）
  - 映像特典
    - メイキング特番
    - 初日舞台挨拶
    - キャストインタビュー
    - 特報・劇場予告編・TVスポット集
    - データファイル
    - 「海猫」ロケマップ
    - フォトギャラリー
    - アートギャラリー

  - 初回限定特典
    - 特製アウターケース